# 100 Bullets
100 Bullets est une série de comics scénarisée par Brian Azzarello et dessinée par Eduardo Risso, publiée aux États-Unis sous le label Vertigo de DC Comics. La parution mensuelle s’est étalée sur près de dix ans, entre juin 1999 et avril 2009.
La série compte cent numéros, représentant un total de 2 237 pages, regroupés dans treize recueils.
En France, après une tentative avortée par Soleil en 2001, la série a été adaptée par Semic jusqu’en 2004. La suite de la traduction fut reprise par les éditions Panini Comics, qui ont également réédité les albums déjà publiés par Semic. Depuis, DC Comics a confié en 2012 la licence de l’ensemble de son catalogue à Dargaud, dont le label Urban Comics traduit et édite l'ensemble de la série en dix-huit tomes.

## Résumé de l'intrigue
L'intrigue initiale est centrée sur un dilemme moral : les gens saisiraient-ils l'occasion de se venger violemment de torts qui leur ont été causés par le passé s'ils avaient la garantie de ne pas en subir de conséquence ? C'est le choix qu'offre l’agent Graves à divers personnages en leur présentant un attaché-case contenant une arme banalisée, cent cartouches, cent balles (bullets) totalement intraçables, ainsi que des preuves indéniables du mal qui leur a été fait et de l'identité du ou des responsables.
Au fur et à mesure des épisodes, l'intrigue se développe et se complexifie, faisant apparaître les motivations de l'agent Graves, qui lutte contre un groupe de familles mafieuses, « le Trust », qui contrôle secrètement l'essentiel des richesses et du pouvoir mondiaux. Graves s'avère être l'ancien leader des « Minutemen », un groupe chargé de protéger le Trust et de lui servir de bras armé. À la suite du refus de Graves d'accomplir un crime ordonné par le Trust, celui-ci a dissous les Minutemen. Graves s'efforce de « réactiver » les anciens Minutemen dont la mémoire a été effacée afin de les entraîner dans sa lutte contre l'organisation secrète.

## Les auteurs
- Scénario : Brian Azzarello
- Dessin : Eduardo Risso
- Couleurs : Grant Goleash (#1-14 + l’histoire courte), Patricia Mulvihill (#15-28 et #30-100), Digital Chameleon (#29)
- Couvertures : Dave Johnson

Le 26e numéro, correspondant au 13e story arc et intitulé Mr. Branch and the Family Tree (Mr. Branch Tells All), est une réalisation collective à laquelle ont participé :
- Eduardo Risso (pages 1 à 4, 7, 10,13 à 14, 17 et 20 à 22)
- Paul Pope (page 5)
- Joe Jusko (page 6)
- Mark Chiarello (page 8)
- Jim Lee (page 9)
- Lee Bermejo (page 11)
- Dave Gibbons (page 12)
- Tim Bradstreet (page 15)
- Jordi Bernet (page 16)
- Frank Miller (page 18)
- J.G. Jones (page 19)

## Récompenses
- Prix Harvey
  - de la meilleure série régulière en 2002
  - du meilleur scénariste pour Brian Azzarello en 2002
  - du meilleur dessinateur pour Eduardo Risso en 2002 et 2003
- Prix Eisner
  - de la meilleure histoire pour Hang Up on the Hang Low (#15-18) en 2001
  - de la meilleure série régulière en 2002 et 2004
  - du meilleur dessinateur en 2002
- 2002 :  Prix Micheluzzi de la meilleure série étrangère

## Publication
| Recueil original                                           | Arc             | no              | Titre original                                        | Titre français                             | Pages | Sortie  | Recueil français                            | 2nde édition (Vertigo Essentiels) |
| Volume IFirst Shot, Last Call(128 pages) janvier 2000      | 1               | 001             | 100 Bullets                                           | 100 Bullets                                | 23    | 06/1999 | Tome 1Première Salvefévrier 2009            | Tome 1octobre 2016                |
| Volume IFirst Shot, Last Call(128 pages) janvier 2000      | 1               | 002             | 100 Bullets                                           | 100 Bullets                                | 22    | 07/1999 | Tome 1Première Salvefévrier 2009            | Tome 1octobre 2016                |
| Volume IFirst Shot, Last Call(128 pages) janvier 2000      | 1               | 003             | 100 Bullets                                           | 100 Bullets                                | 22    | 08/1999 | Tome 1Première Salvefévrier 2009            | Tome 1octobre 2016                |
| Volume IFirst Shot, Last Call(128 pages) janvier 2000      | 2               | 004             | Shot, Water Back                                      | Ricochet                                   | 22    | 09/1999 | Tome 1Première Salvefévrier 2009            | Tome 1octobre 2016                |
| Volume IFirst Shot, Last Call(128 pages) janvier 2000      | 2               | 005             | Shot, Water Back                                      | Ricochet                                   | 22    | 10/1999 | Tome 1Première Salvefévrier 2009            | Tome 1octobre 2016                |
| Volume IFirst Shot, Last Call(128 pages) janvier 2000      | Histoire courte | Histoire courte | Silencer Night                                        | sans titre                                 | 8     | 12/1999 | Tome 2Le Marchand de glacefévrier 2009      | Tome 1octobre 2016                |
| Volume IISplit Second Chance(224 pages) février 2001       | 3               | 006             | Short Con, Long Odds                                  | Petites arnaques, longue semaine           | 22    | 11/1999 | Tome 2Le Marchand de glacefévrier 2009      | Tome 1octobre 2016                |
| Volume IISplit Second Chance(224 pages) février 2001       | 3               | 007             | Short Con, Long Odds                                  | Petites arnaques, longue semaine           | 22    | 12/1999 | Tome 2Le Marchand de glacefévrier 2009      | Tome 1octobre 2016                |
| Volume IISplit Second Chance(224 pages) février 2001       | 4               | 008             | Day, Hour, Minute… Man                                | En comptant les Minutemen                  | 22    | 01/2000 | Tome 2Le Marchand de glacefévrier 2009      | Tome 1octobre 2016                |
| Volume IISplit Second Chance(224 pages) février 2001       | 5               | 009             | The Right Ear, Left in the Cold                       | Le Marchand de glaces                      | 22    | 02/2000 | Tome 2Le Marchand de glacefévrier 2009      | Tome 1octobre 2016                |
| Volume IISplit Second Chance(224 pages) février 2001       | 5               | 010             | The Right Ear, Left in the Cold Part Two              | Le Marchand de glaces                      | 22    | 03/2000 | Tome 2Le Marchand de glacefévrier 2009      | Tome 1octobre 2016                |
| Volume IISplit Second Chance(224 pages) février 2001       | 6               | 011             | Heartbreak Sunny Side Up                              | Un coup de massue et l’addition            | 22    | 04/2000 | Tome 3Parlez Kung vousjanvier 2007          | Tome 1octobre 2016                |
| Volume IISplit Second Chance(224 pages) février 2001       | 7               | 012             | Parlez Kung Vous                                      | Parlez Kung vous ?                         | 22    | 05/2000 | Tome 3Parlez Kung vousjanvier 2007          | Tome 1octobre 2016                |
| Volume IISplit Second Chance(224 pages) février 2001       | 7               | 013             | Parlez Kung Vous Part Deux                            | Parlez Kung vous ? Deuxième partie         | 22    | 06/2000 | Tome 3Parlez Kung vousjanvier 2007          | Tome 1octobre 2016                |
| Volume IISplit Second Chance(224 pages) février 2001       | 7               | 014             | Parlez Kung Vous Conclusion                           | Parlez Kung vous ? Conclusion              | 22    | 07/2000 | Tome 3Parlez Kung vousjanvier 2007          | Tome 1octobre 2016                |
| Volume IIIHang Up on the Hang Low(128 pages) décembre 2001 | 8               | 015             | Hang up on the Low Part One                           | Dos rond pour le daron Première partie     | 22    | 08/2000 | Tome 4Dos rond pour le daronjuin 2007       | Tome 1octobre 2016                |
| Volume IIIHang Up on the Hang Low(128 pages) décembre 2001 | 8               | 016             | Hang up on the Low Part Two                           | Dos rond pour le daron Deuxième partie     | 22    | 09/2000 | Tome 4Dos rond pour le daronjuin 2007       | Tome 1octobre 2016                |
| Volume IIIHang Up on the Hang Low(128 pages) décembre 2001 | 8               | 017             | Hang up on the Low Part Three                         | Dos rond pour le daron Troisième partie    | 22    | 10/2000 | Tome 4Dos rond pour le daronjuin 2007       | Tome 1octobre 2016                |
| Volume IIIHang Up on the Hang Low(128 pages) décembre 2001 | 8               | 018             | Hang up on the Low Conclusion                         | Dos rond pour le daron Conclusion          | 22    | 11/2000 | Tome 4Dos rond pour le daronjuin 2007       | Tome 1octobre 2016                |
| Volume IIIHang Up on the Hang Low(128 pages) décembre 2001 | 9               | 019             | Epilogue for a Road Dog                               | Funérailles pour une canaille              | 22    | 12/2000 | Tome 4Dos rond pour le daronjuin 2007       | Tome 1octobre 2016                |
| Volume IVA Foregone Tomorrow(264 pages) juin 2002          | 10              | 020             | The Mimic                                             | Le Caméléon                                | 22    | 01/2001 | Tome 5Le Blues du Prince rougefévrier 2008  | Tome 23 février 2017              |
| Volume IVA Foregone Tomorrow(264 pages) juin 2002          | 11              | 021             | Sell Fish and Out to Sea Part One                     | La Noyade du petit poisson Première partie | 22    | 02/2001 | Tome 5Le Blues du Prince rougefévrier 2008  | Tome 23 février 2017              |
| Volume IVA Foregone Tomorrow(264 pages) juin 2002          | 11              | 022             | Sell Fish and Out to Sea Part Two                     | La Noyade du petit poisson Deuxième partie | 22    | 03/2001 | Tome 5Le Blues du Prince rougefévrier 2008  | Tome 23 février 2017              |
| Volume IVA Foregone Tomorrow(264 pages) juin 2002          | 12              | 023             | Red Prince Blues Part One                             | Le Blues du Prince rouge Première partie   | 22    | 04/2001 | Tome 5Le Blues du Prince rougefévrier 2008  | Tome 23 février 2017              |
| Volume IVA Foregone Tomorrow(264 pages) juin 2002          | 12              | 024             | Red Prince Blues Part Two                             | Le Blues du Prince rouge Deuxième partie   | 22    | 05/2001 | Tome 5Le Blues du Prince rougefévrier 2008  | Tome 23 février 2017              |
| Volume IVA Foregone Tomorrow(264 pages) juin 2002          | 12              | 025             | Red Prince Blues Conclusion                           | Le Blues du Prince rouge Conclusion        | 22    | 06/2001 | Tome 5Le Blues du Prince rougefévrier 2008  | Tome 23 février 2017              |
| Volume IVA Foregone Tomorrow(264 pages) juin 2002          | 13              | 026             | Mr. Branch and the Family Tree (Mr. Branch Tells All) | L’Arbre généalogique de M. Branch          | 22    | 07/2001 | Tome 6¡Contrabandolero!septembre 2008       | Tome 23 février 2017              |
| Volume IVA Foregone Tomorrow(264 pages) juin 2002          | 14              | 027             | Idol Chatter                                          | Fosse aux idoles                           | 23    | 08/2001 | Tome 6¡Contrabandolero!septembre 2008       | Tome 23 février 2017              |
| Volume IVA Foregone Tomorrow(264 pages) juin 2002          | 15              | 028             | ¡Contrabandolero! Part One                            | ¡Contrabandolero! Première partie          | 22    | 07/2001 | Tome 6¡Contrabandolero!septembre 2008       | Tome 23 février 2017              |
| Volume IVA Foregone Tomorrow(264 pages) juin 2002          | 15              | 029             | ¡Contrabandolero! Part Two                            | ¡Contrabandolero! Deuxième partie          | 22    | 10/2001 | Tome 6¡Contrabandolero!septembre 2008       | Tome 23 février 2017              |
| Volume IVA Foregone Tomorrow(264 pages) juin 2002          | 15              | 030             | ¡Contrabandolero! Conclusion                          | ¡Contrabandolero! Conclusion               | 22    | 11/2001 | Tome 6¡Contrabandolero!septembre 2008       | Tome 23 février 2017              |
| Volume VThe Counterfifth Detective(144 pages) mars 2003    | 16              | 031             | The Counterfifth Detective Part One                   | Cent balles pour un privé Première partie  | 21    | 12/2001 | Tome 7Cent balles pour un privéfévrier 2009 | Tome 23 février 2017              |
| Volume VThe Counterfifth Detective(144 pages) mars 2003    | 16              | 032             | The Counterfifth Detective Part Two                   | Cent balles pour un privé Deuxième partie  | 22    | 01/2002 | Tome 7Cent balles pour un privéfévrier 2009 | Tome 23 février 2017              |
| Volume VThe Counterfifth Detective(144 pages) mars 2003    | 16              | 033             | The Counterfifth Detective Part Three                 | Cent balles pour un privé Troisième partie | 22    | 02/2002 | Tome 7Cent balles pour un privéfévrier 2009 | Tome 23 février 2017              |
| Volume VThe Counterfifth Detective(144 pages) mars 2003    | 16              | 034             | The Counterfifth Detective Part Four                  | Cent balles pour un privé Quatrième partie | 22    | 03/2002 | Tome 7Cent balles pour un privéfévrier 2009 | Tome 23 février 2017              |
| Volume VThe Counterfifth Detective(144 pages) mars 2003    | 16              | 035             | The Counterfifth Detective Part Five.                 | Cent balles pour un privé Cinquième partie | 22    | 04/2002 | Tome 7Cent balles pour un privéfévrier 2009 | Tome 23 février 2017              |
| Volume VThe Counterfifth Detective(144 pages) mars 2003    | 16              | 036             | The Counterfifth Detective Conclusion                 | Cent balles pour un privé Conclusion       | 22    | 05/2002 | Tome 7Cent balles pour un privéfévrier 2009 | Tome 23 février 2017              |
| Volume VISix Feet Under the Gun(144 pages) septembre 2003  | 17              | 037             | On Accidental Purpose (Dizzy)                         | Accidents prémédités                       | 22    | 06/2002 | Tome 8Le Bal des marionnettesjuin 2009      | Tome 323 juin 2017                |
| Volume VISix Feet Under the Gun(144 pages) septembre 2003  | 18              | 038             | Cole Burns Slow Hand (Cole)                           | Le Lieu du crime                           | 22    | 08/2002 | Tome 8Le Bal des marionnettesjuin 2009      | Tome 323 juin 2017                |
| Volume VISix Feet Under the Gun(144 pages) septembre 2003  | 19              | 039             | Ambition’s Audition (Bénito)                          | Audition pour l’ambition                   | 22    | 07/2002 | Tome 8Le Bal des marionnettesjuin 2009      | Tome 323 juin 2017                |
| Volume VISix Feet Under the Gun(144 pages) septembre 2003  | 20              | 040             | Night of the Payday (Lono)                            | Le Retour de l’ascenseur                   | 22    | 11/2002 | Tome 8Le Bal des marionnettesjuin 2009      | Tome 323 juin 2017                |
| Volume VISix Feet Under the Gun(144 pages) septembre 2003  | 21              | 041             | A Crash (Graves)                                      | Collision                                  | 22    | 12/2002 | Tome 8Le Bal des marionnettesjuin 2009      | Tome 323 juin 2017                |
| Volume VISix Feet Under the Gun(144 pages) septembre 2003  | 22              | 042             | Point Off the Edge (Wylie)                            | En route vers la falaise                   | 22    | 02/2003 | Tome 8Le Bal des marionnettesjuin 2009      | Tome 323 juin 2017                |
| Volume VIISamurai(168 pages) juillet 2004                  | 23              | 043             | Chill in the Oven Part One                            | Un frisson dans la jungle                  | 22    | 03/2003 | Tome 9Un frisson dans la junglejanvier 2010 | Tome 323 juin 2017                |
| Volume VIISamurai(168 pages) juillet 2004                  | 23              | 044             | Chill in the Oven Part Two                            | Un frisson dans la jungle                  | 22    | 05/2003 | Tome 9Un frisson dans la junglejanvier 2010 | Tome 323 juin 2017                |
| Volume VIISamurai(168 pages) juillet 2004                  | 23              | 045             | Chill in the Oven Part Three                          | Un frisson dans la jungle                  | 20    | 06/2003 | Tome 9Un frisson dans la junglejanvier 2010 | Tome 323 juin 2017                |
| Volume VIISamurai(168 pages) juillet 2004                  | 23              | 046             | Chill in the Oven Conclusion                          | Un frisson dans la jungle                  | 24    | 07/2003 | Tome 9Un frisson dans la junglejanvier 2010 | Tome 323 juin 2017                |
| Volume VIISamurai(168 pages) juillet 2004                  | 24              | 047             | In Stinked Part One                                   | En cage                                    | 22    | 10/2003 | Tome 10Il était une fois le Trustjuin 2010  | Tome 323 juin 2017                |
| Volume VIISamurai(168 pages) juillet 2004                  | 24              | 048             | In Stinked Part Two                                   | En cage                                    | 22    | 12/2003 | Tome 10Il était une fois le Trustjuin 2010  | Tome 323 juin 2017                |
| Volume VIISamurai(168 pages) juillet 2004                  | 24              | 049             | In Stinked Conclusion                                 | En cage                                    | 22    | 03/2004 | Tome 10Il était une fois le Trustjuin 2010  | Tome 323 juin 2017                |
| Volume VIIIThe Hard Way(224 pages) juillet 2005            | 25              | 050             | Prey for Reign                                        | Il était une fois le Trust                 | 32    | 06/2004 | Tome 10Il était une fois le Trustjuin 2010  | Tome 323 juin 2017                |
| Volume VIIIThe Hard Way(224 pages) juillet 2005            | 26              | 051             | Wylie Runs the Voodoo Down Part One                   | Périple pour l’échafaud                    | 22    | 07/2004 | Tome 11Périple pour l’échafaudnovembre 2010 | Tome 323 juin 2017                |
| Volume VIIIThe Hard Way(224 pages) juillet 2005            | 26              | 052             | Wylie Runs the Voodoo Down Part Two                   | Périple pour l’échafaud                    | 22    | 08/2004 | Tome 11Périple pour l’échafaudnovembre 2010 | Tome 323 juin 2017                |
| Volume VIIIThe Hard Way(224 pages) juillet 2005            | 26              | 053             | Wylie Runs the Voodoo Down Part Three                 | Périple pour l’échafaud                    | 22    | 09/2004 | Tome 11Périple pour l’échafaudnovembre 2010 | Tome 323 juin 2017                |
| Volume VIIIThe Hard Way(224 pages) juillet 2005            | 26              | 054             | Wylie Runs the Voodoo Down Part Four                  | Périple pour l’échafaud                    | 22    | 10/2004 | Tome 11Périple pour l’échafaudnovembre 2010 | Tome 323 juin 2017                |
| Volume VIIIThe Hard Way(224 pages) juillet 2005            | 26              | 055             | Wylie Runs the Voodoo Down Part Five                  | Périple pour l’échafaud                    | 21    | 11/2004 | Tome 11Périple pour l’échafaudnovembre 2010 | Tome 323 juin 2017                |
| Volume VIIIThe Hard Way(224 pages) juillet 2005            | 26              | 056             | Wylie Runs the Voodoo Down Part Six                   | Périple pour l’échafaud                    | 22    | 12/2004 | Tome 11Périple pour l’échafaudnovembre 2010 | Tome 323 juin 2017                |
| Volume VIIIThe Hard Way(224 pages) juillet 2005            | 26              | 057             | Wylie Runs the Voodoo Down Conclusion                 | Périple pour l’échafaud                    | 23    | 01/2005 | Tome 11Périple pour l’échafaudnovembre 2010 | Tome 323 juin 2017                |
| Volume VIIIThe Hard Way(224 pages) juillet 2005            | 27              | 058             | Coda Smoke                                            | Dérapage                                   | 22    | 02/2005 | Tome 12Les Enfants terriblesjanvier 2011    | Tome 323 juin 2017                |
| Volume IXStrychnine Lives(224 pages) avril 2006            | 28              | 059             | The Calm                                              | Le Calme                                   | 22    | 03/2005 | Tome 12Les Enfants terriblesjanvier 2011    |                                   |
| Volume IXStrychnine Lives(224 pages) avril 2006            | 29              | 060             | Staring at the Son Part One                           | Les Enfants terribles                      | 22    | 04/2005 | Tome 12Les Enfants terriblesjanvier 2011    |                                   |
| Volume IXStrychnine Lives(224 pages) avril 2006            | 29              | 061             | Staring at the Son Part Two                           | Les Enfants terribles                      | 22    | 05/2005 | Tome 12Les Enfants terriblesjanvier 2011    |                                   |
| Volume IXStrychnine Lives(224 pages) avril 2006            | 29              | 062             | Staring at the Son Part Three                         | Les Enfants terribles                      | 22    | 07/2005 | Tome 12Les Enfants terriblesjanvier 2011    |                                   |
| Volume IXStrychnine Lives(224 pages) avril 2006            | 29              | 063             | Staring at the Son Conclusion                         | Les Enfants terribles                      | 22    | 08/2005 | Tome 12Les Enfants terriblesjanvier 2011    |                                   |
| Volume IXStrychnine Lives(224 pages) avril 2006            | 30              | 064             | The Dive                                              | Le Plongeon                                | 22    | 09/2005 | Tome 13Droit de successionjuin 2011         |                                   |
| Volume IXStrychnine Lives(224 pages) avril 2006            | 31              | 065             | New Tricks Part One                                   | Un chien bien dressé                       | 22    | 10/2005 | Tome 13Droit de successionjuin 2011         |                                   |
| Volume IXStrychnine Lives(224 pages) avril 2006            | 31              | 066             | New Tricks Conclusion                                 | Un chien bien dressé                       | 22    | 11/2005 | Tome 13Droit de successionjuin 2011         |                                   |
| Volume IXStrychnine Lives(224 pages) avril 2006            | 32              | 067             | Love Let Her                                          | Par amour                                  | 22    | 12/2005 | Tome 13Droit de successionjuin 2011         |                                   |
| Volume XDecayed(192 pages) décembre 2006                   | 33              | 068             | Sleep, Walker Part One                                | Droit de succession                        | 22    | 01/2006 | Tome 13Droit de successionjuin 2011         |                                   |
| Volume XDecayed(192 pages) décembre 2006                   | 33              | 069             | Sleep, Walker Part Two                                | Droit de succession                        | 22    | 02/2006 | Tome 13Droit de successionjuin 2011         |                                   |
| Volume XDecayed(192 pages) décembre 2006                   | 34              | 070             | A Wake Part One                                       | Un Trône Pour Deux                         | 22    | 03/2006 | Tome 14Un trône pour deuxnovembre 2011      |                                   |
| Volume XDecayed(192 pages) décembre 2006                   | 34              | 071             | A Wake Part Two                                       | Un Trône Pour Deux                         | 22    | 04/2006 | Tome 14Un trône pour deuxnovembre 2011      |                                   |
| Volume XDecayed(192 pages) décembre 2006                   | 34              | 072             | A Wake Part Three                                     | Un Trône Pour Deux                         | 22    | 05/2006 | Tome 14Un trône pour deuxnovembre 2011      |                                   |
| Volume XDecayed(192 pages) décembre 2006                   | 34              | 073             | A Wake Part Four                                      | Un Trône Pour Deux                         | 22    | 06/2006 | Tome 14Un trône pour deuxnovembre 2011      |                                   |
| Volume XDecayed(192 pages) décembre 2006                   | 34              | 074             | A Wake Conclusion                                     | Un Trône Pour Deux                         | 22    | 07/2006 | Tome 14Un trône pour deuxnovembre 2011      |                                   |
| Volume XDecayed(192 pages) décembre 2006                   | 35              | 075             | Amorality Play                                        | Une Belle Mentalité                        | 22    | 08/2006 | Tome 14Un trône pour deuxnovembre 2011      |                                   |
| Volume XIOnce Upon a Crime(192 pages) août 2007            | 36              | 076             | Punch Line Part One                                   | Le Sens de la chute                        | 22    | 09/2006 | Tome 15Le Sens de la Chutemars 2012         |                                   |
| Volume XIOnce Upon a Crime(192 pages) août 2007            | 36              | 077             | Punch Line Part Two                                   | Le Sens de la Chute                        | 22    | 10/2006 | Tome 15Le Sens de la Chutemars 2012         |                                   |
| Volume XIOnce Upon a Crime(192 pages) août 2007            | 36              | 078             | Punch Line Part Three                                 | Le Sens de la Chute                        | 22    | 11/2006 | Tome 15Le Sens de la Chutemars 2012         |                                   |
| Volume XIOnce Upon a Crime(192 pages) août 2007            | 36              | 079             | Punch Line Conclusion                                 | Le Sens de la Chute                        | 22    | 12/2006 | Tome 15Le Sens de la Chutemars 2012         |                                   |
| Volume XIOnce Upon a Crime(192 pages) août 2007            | 37              | 080             | A Split Decision                                      | Un Choix à Faire                           | 22    | 01/2007 | Tome 15Le Sens de la Chutemars 2012         |                                   |
| Volume XIOnce Upon a Crime(192 pages) août 2007            | 38              | 081             | Tarantula Part One                                    | Tarantula 1re Partie                       | 22    | 02/2007 | Tome 15Le Sens de la Chutemars 2012         |                                   |
| Volume XIOnce Upon a Crime(192 pages) août 2007            | 38              | 082             | Tarantula Part Two                                    | Tarantula 2e Partie                        | 22    | 03/2007 | Tome 15Le Sens de la Chutemars 2012         |                                   |
| Volume XIOnce Upon a Crime(192 pages) août 2007            | 38              | 083             | Tarantula Conclusion                                  | Tarantula 3e Partie                        | 22    | 04/2007 | Tome 15Le Sens de la Chutemars 2012         |                                   |
| Volume XIIDirty(128 pages) septembre 2008                  | 39              | 084             | The Lady Tonight                                      | La Dame d'un Soir                          | 22    | 07/2007 | Tome 16Le Grand Nettoyagejuillet 2012       |                                   |
| Volume XIIDirty(128 pages) septembre 2008                  | 40              | 085             | Red Lions                                             | Les Lions Rouges                           | 22    | 09/2007 | Tome 16Le Grand Nettoyagejuillet 2012       |                                   |
| Volume XIIDirty(128 pages) septembre 2008                  | 41              | 086             | Rain in Vain                                          | Pluie Inutile                              | 22    | 10/2007 | Tome 16Le Grand Nettoyagejuillet 2012       |                                   |
| Volume XIIDirty(128 pages) septembre 2008                  | 42              | 087             | The Blister                                           | Comme une Cloque                           | 22    | 01/2008 | Tome 16Le Grand Nettoyagejuillet 2012       |                                   |
| Volume XIIDirty(128 pages) septembre 2008                  | 43              | 088             | My Lonely Friend                                      | Mon Seul Ami                               | 22    | 02/2008 | Tome 16Le Grand Nettoyagejuillet 2012       |                                   |
| Volume XIIIWilt(282 pages) juillet 2009                    | 44              | 089             | 100 Bullets Chapiter One: Corner of the Sky           | Un coin de ciel                            | 22    | 03/2008 | Tome 17Dernières Cartouchesnovembre 2012    |                                   |
| Volume XIIIWilt(282 pages) juillet 2009                    | 44              | 090             | 100 Bullets Chapiter Two: Lost in A Roman             | This is the End                            | 22    | 04/2008 | Tome 17Dernières Cartouchesnovembre 2012    |                                   |
| Volume XIIIWilt(282 pages) juillet 2009                    | 44              | 091             | 100 Bullets Chapiter Three: Closer                    | Au cœur                                    | 22    | 05/2008 | Tome 17Dernières Cartouchesnovembre 2012    |                                   |
| Volume XIIIWilt(282 pages) juillet 2009                    | 44              | 092             | 100 Bullets Chapiter Four: Our Men in the Ravin       | Dans les tranchées                         | 22    | 06/2008 | Tome 17Dernières Cartouchesnovembre 2012    |                                   |
| Volume XIIIWilt(282 pages) juillet 2009                    | 44              | 093             | 100 Bullets Chapiter Five: Rooster                    | Le Coq                                     | 22    | 07/2008 | Tome 17Dernières Cartouchesnovembre 2012    |                                   |
| Volume XIIIWilt(282 pages) juillet 2009                    | 44              | 094             | 100 Bullets Chapiter Six: Kill de sac                 | L’impasse                                  | 22    | 08/2008 | Tome 17Dernières Cartouchesnovembre 2012    |                                   |
| Volume XIIIWilt(282 pages) juillet 2009                    | 44              | 095             | 100 Bullets Chapiter Seven: Ducks                     |                                            | 22    | 09/2008 | Tome 18Le Grand Finalfévrier 2013           |                                   |
| Volume XIIIWilt(282 pages) juillet 2009                    | 44              | 096             | 100 Bullets Chapiter Eight: Damaged Good              |                                            | 22    | 10/2008 | Tome 18Le Grand Finalfévrier 2013           |                                   |
| Volume XIIIWilt(282 pages) juillet 2009                    | 44              | 097             | 100 Bullets Chapiter Nine: Fearsomality Crisis        |                                            | 22    | 11/2008 | Tome 18Le Grand Finalfévrier 2013           |                                   |
| Volume XIIIWilt(282 pages) juillet 2009                    | 44              | 098             | 100 Bullets Chapiter Ten: Five Rook(ed)s              |                                            | 22    | 12/2008 | Tome 18Le Grand Finalfévrier 2013           |                                   |
| Volume XIIIWilt(282 pages) juillet 2009                    | 44              | 099             | 100 Bullets Chapiter Eleven: Boots On                 |                                            | 24    | 01/2009 | Tome 18Le Grand Finalfévrier 2013           |                                   |
| Volume XIIIWilt(282 pages) juillet 2009                    | 44              | 100             | 100 Bullets Finale: A House of Graves                 |                                            | 38    | 04/2009 | Tome 18Le Grand Finalfévrier 2013           |                                   |

### Numérotation des recueils originaux
Les titres des recueils américains sont liés à la numérotation ; les intitulés présentent tous un jeu de mots avec le quantième :
- Recueil no I : First Shot, Last Call
- Recueil no II : Split Second Chance
- Recueil no III : Hang Up On The Hang Low. Ce volume, qui rassemble 5 numéros, devait en contenir plus. Cette histoire ayant été primée aux Eisner Awards, l’éditeur l’a sortie en un recueil plus petit et en changeant le titre prévu par Brian Azzarello. Le titre initial devait être The Charm (en référence à l'expression The Third is the Charm : « jamais deux sans trois »)
- Recueil no IV : The Foregone Tomorrow (Fore = four)
- Recueil no V : The Counterfifth Detective (jeu de mots avec counterfeit : contrefaçon)
- Recueil no VI : Six Feet Under the Gun (variation autour de l'expression six feet under : « six pieds sous terre »)
- Recueil no VII : Samurai (allusion au film Les Sept Samouraïs d'Akira Kurosawa)
- Recueil no VIII : The Hard Way (d'après l'expression usitée au craps quand deux dés ont la même valeur. On dit que l'on tire un « Hard eight » quand on obtient un 8 avec deux dés de 4)
- Recueil no IX : Strychnine Lives (jeu de mots sur strychnine – poison – et les « neuf vies »)
- Recueil no X : Decayed (deca = dix, jeu de mots avec le verbe to decay : décadence, pourrir)
- Recueil no XI : Once Upon a Crime (ici le jeu de mots n'est pas à chercher avec l'anglais, où once correspond à « une fois », mais avec l'espagnol où le mot signifie onze)
- Recueil no XII : Dirty (allusion au film Les Douze Salopards de Robert Aldrich, en anglais The Dirty Dozen)
- Recueil no XIII : Wilt (allusion à Wilt Chamberlain, joueur de basket-ball qui portait le maillot numéro 13 et marqua 100 points en un match, le 2 mars 1962 contre les Knicks de New York)

### Adaptations en français

#### Soleil
La série débute chez Soleil Productions sous le titre À bout portant. On peut observer une tentative de numérotation dans les titres des albums de cette édition, à l’instar des recueils originaux. Par contre, la pagination n'est pas du tout respectée, pas plus que dans les éditions suivantes.
1. Premier Sang (#1 à 3, février 2001)
2. Deux doigts sur la gâchette (annoncé mais jamais paru)

#### Semic
La publication par Semic est interrompue à la suite de la perte des droits d'exploitation au profit de Panini Comics.
1. Tome 1 (#1 à 5, octobre 2003)
2. Tome 2 (#6 à 10 + histoire courte, juin 2004)

#### Panini Comics
Voir aussi le tableau ci-dessus.
1. Première Salve (#1 à 5, réédition, février 2009)
2. Le Marchand de glaces (#6 à 10, réédition, février 2009)
3. Parlez Kung vous (#11 à 14, janvier 2007)
4. Dos rond pour le daron (#15 à 19, juin 2007)
5. Le Blues du Prince rouge (#20 à 25, février 2008)
6. ¡Contrabandolero! (#26 à 30, septembre 2008)
7. Cent balles pour un privé (#31 à 36, février 2009)
8. Le Bal des marionnettes (#37 à 42, juin 2009)
9. Un frisson dans la jungle (#43 à 46, janvier 2010)
10. Il était une fois le Trust (#47 à 50, juin 2010)
11. Périple pour l’échafaud (#51 à 57, novembre 2010)
12. Les Enfants terribles (#58 à 63, janvier 2011)
13. Droit de succession (#64 à 69, juin 2011)
14. Un trône pour deux (#70 à 75, novembre 2011)

#### Urban Comics
À partir de janvier 2012, Urban Comics continue la numérotation de Panini dans des albums à couverture souple avec rabats, tout en rééditant les précédents dans des albums à couverture cartonnée (avec quelques différences dans le contenu).
La série s’achève au n°15.
1. Première Salve (#1 à 7, réédition, mars 2012)
2. Le Marchand de glaces (#8 à 14, réédition, mars 2012)
3. Dos rond pour le daron (#15 à 22, réédition, juillet 2012)
4. Le Blues du Prince rouge (#23 à 30, réédition, juillet 2012)
5. 100 Balles pour un privé (#31 à #36, réédition, novembre 2012)
6. Le Bal des marionnettes (#37 à #42, réédition, novembre 2012)
7. Cages(#43 à 50, mars 2013)
8. Périple pour l'échafaud(#51 à #57, mars 2013)
9. Les Enfants terribles(#58-63, mars 2013)
10. Droit de succession(#64-69, juillet 2013)
11. Un trône pour deux(#70-75, juillet 2013)
12. Le Sens de la chute(#76-83, juillet 2013)
13. Le Grand Nettoyage (#84 à 88, juillet 2013)
14. Dernières Cartouches (#89 à 94, novembre 2013)
15. Le Grand Final (#95 à 100, novembre 2013)

Intégrale
- INT1. Volume I (#1-19, octobre 2016)
- INT2. Volume II (#20-36, février 2017)
- INT3. Volume III (#37-58, juin 2017)
- INT4. Volume IV (#59-80, février 2018)
- INT5. Volume V (#81-100, juin 2018)

## Suite
À l’EmeraldCity Con, le 1er mars 2013, l’éditeur de Vertigo, Mark Doyle, a annoncé que l’équipe créative de la franchise s’unit à nouveau pour travailler sur une mini-série : Brother Lono.  C'est une mini-série de 8 numéros qui détaille la vie réhabilitée de Lono à Juarez après les événements de 100 Bullets. Urban Comics a proposé l'intégrale de cette mini-série en juillet 2014  (ISBN 978-2-3657-7398-0).

## À noter
La série est regroupée en treize recueils, nombre qui a une certaine importance dans l'histoire.
Le 50e numéro, milieu de la série, correspond au 25e chapitre et est d’une pagination plus importante que les autres.
Dans les numéros 12 à 14 et 26, certains dialogues sont en français dans le texte.
Une histoire courte est parue dans le troisième volume de Winter's Edge (recueil d’histoires courtes de Vertigo). Elle est reprise dans le premier recueil de 100 Bullets pour la version originale et dans le deuxième pour la version française.
L'histoire se déroulant dans les numéros 51 à 57 s'intitule Wylie runs the Voodoo Down et se passe à La Nouvelle-Orléans, berceau du jazz, avec pour personnage un tragique et génial trompettiste. Ce titre est une référence à Miles runs the Voodoo Down, un morceau extrait du célèbre album Bitches Brew de Miles Davis. Le titre de la traduction française de cette histoire est Périple Pour l'Échafaud et fait lui aussi référence à Miles Davis qui avait composé la musique du film Ascenseur pour l'échafaud de Louis Malle.

## Produits dérivés
D3 Publisher et Warner Bros. (du groupe Time Warner dont DC Comics fait partie) ont racheté les droits d'adaptation de 100 Bullets pour en faire un jeu vidéo.
Le jeu devait être développé par la société Acclaim, mais celle-ci a fait faillite peu avant la date de sortie prévue (octobre 2004). 
Il devrait paraître fin 2009 sur les consoles Xbox 360, PlayStation 3, PSP, DS, Game Boy Advance, Wii et sur PC. Les versions PS2 et Xbox ont été abandonnées. Brian Azzarello a participé à la réalisation (réécriture du scénario et adaptation des dialogues).
En juin 2011, un projet d'adaptation en série télévisée pour la chaîne Showtime est annoncé. La réalisation de la série est confiée à David S. Goyer, scénariste et réalisateur de plusieurs adaptations de comics au cinéma (The Dark Knight : Le Chevalier noir, Blade: Trinity…).